# Бай Юрій Олександрович
Ю́рій Миколайович Ба́й — український композитор та педагог, кандидат мистецтвознавства (1986), професор (1999), заслужений діяч мистецтв України (1998).

## Життєпис
Народився 1944 року у місті Запоріжжя. 1970 року закінчив Київську консерваторію — клас Миколи Давидова.
Протягом 1970—1985 років працював в Запорізькому педагогічному інституті, від 1985-го — завідувач кафедри оркестрових інструментів, диригент оркестру Мелітопольського педагогічного університету.
Творчим напрямом є пошук інноваційних технологій удосконалення інструментально-виконавської підготовки музиканта.
Є автором оркестрових творів:
- «Молдавська рапсодія»,
- «Веснянка січова»,
- «Плотогони»,
- «Карпатська пектораль»,
- «Щедрівка»,
- «Марш запорозьких січовиків»,
- «Концертіно» для фортепіано з оркестром,
- поема «Січ».

Серед робіт:
- «Класична „кобзарська“ — друга рапсодія M. В. Лисенка», 1997
- «Віртуозна побіжність інструменталіста (баяніста) в аспекті мікропроцесуальних психомоторних дій», 2003.